# Aga (fiume)
L'Aga (in russo Ага́?) è un fiume della Russia siberiana orientale, affluente di sinistra dell'Onon. Scorre nei rajon Aginskij, Mogojtujskij e Šilkinskij del Territorio della Transbajkalia.
Ha origine dalla confluenza dei fiumi Urda-Aga e Chojto-Aga a un'altitudine di 695 m sul livello del mare. Sfocia nel fiume Onon a 26 km dalla foce. La sua lunghezza è di 167 km, l'area del bacino è di 8 000 km².